# زوسترا پلیچلامیس
زوسترا پلیچلامیس (نام علمی: Zostera polychlamys) نام یک گونه از تیره نواریان است.